# Ulvåsa
Ulvåsa, ofta skrivet med den äldre stavningen Ulfåsa, är en egendom och ett slott i Motala kommun i västra Östergötland, söder om Boren. Gården, som fram till 1890 ingick i Aska härad och därefter i Bobergs härad, tros härstamma från 1100-talet, men det första skriftliga dokument där gården omnämns är från 1300-talet, då den går under beteckningen Vlwasum (i dativ).

## Ulvåsa på tre platser
Ulvåsa har legat på tre olika platser genom tiderna. Den första var på den plats som idag kallas för Birgittas udde, den andra (kallad Gamlegården) där man nu hittar Brittås och så den nuvarande på den plats där Hamra by låg förut. Alla dessa platser är fortfarande delar av Ulvåsas marker.  
Ulvåsa var på 1300-talet ägt av flera bemärkta frälsemän av den efter gården uppkallade Ulvåsaätten. Mest känd av dem är lagmannen över Närke Ulf Gudmarsson (c 1297–1344), gift med Birgitta Birgersdotter av Finstaätten (c 1303–1373), 1391 helgonförklarad som den heliga Birgitta. Ulvåsaätten utgick på manssidan med deras sonson, riksrådet Karl Karlsson (död 1398). 

## Gamlegården på Berga bys område

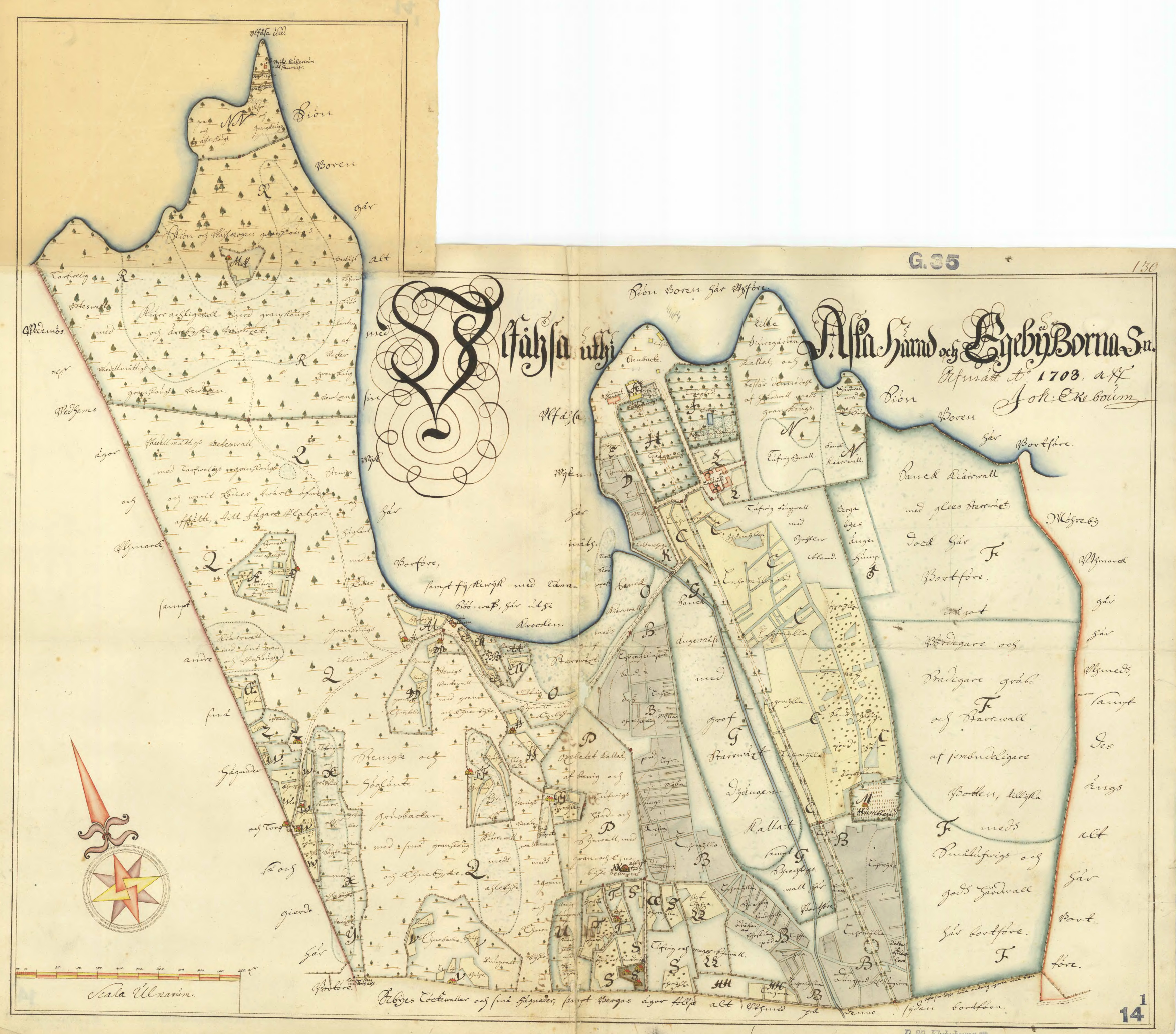
Ulvåsas ägor 1708.

Från Birgittas udde flyttades gården under tidig medeltid till den så kallade Gamlegården på en höjd som då troligen var vattenomfluten och som idag ligger på en stor åker öster om den långa allé som går till den nuvarande huvudbyggnaden. Vid Gamlegården har man funnit en silversked med vapensköld från 1300-talet och en skärva venetianskt glas från 1500-talet. Vid utgrävningar 2003 hittades en husgrund, keramik mm. Gamlegården låg på Berga bys område.  

## Hamra by: platsen för dagens Ulvåsa
Första gången Hamra nämns i en medeltida handling är 1336 då Elin Lydersdotter i samband med arvskifte tilldelades halva Hamra i Ekebyborna socken. År 1359 återfick Elin Lydersdotter och hennes man Johan Öyarsson allt som riddaren Karl Näskonungsson tagit ifrån dem, nämligen Hamra (Hambra) i Ekebyborna socken, åtta attungar i Ulvåsa (Wlffåss), en kvarn i Duvedal, ett fiske i Motala, ett ålfiske med en äng i Kristbergs socken samt Södra äng i Asks socken.
Den 26 mars 1375 skänkte Elin Lydersdotter med samtycke av sin son Magnus Johansson 8 attungar i Hamra (i Hambrum) samt en hustomt och en kvarnström i Duvedal till Vadstena kloster. I Vadstena klosters äldsta jordeböcker (1447 och 1457) uppges Hamra (Hambra) tillhöra klostret liksom en till Hamra hörande obebyggd kvarnström vid Duvedal. Hamra by låg på den plats där dagens Ulvåsa är beläget. Sedan Ulvåsas ägare Anna Sture, dotter till Svante Sture, 1569 gift sig med Hogenskild Bielke flyttades huvudgården hit från dess tidigare plats på Berga bys område. Därvid försvann tre hemman i Hamra by som självständiga jordeboksenheter.

## Namnet Ulvåsa
Namnet Ulvåsa tros betyda "Ulvarnas ås", även om en annan teori menar att det kommer från "Ulfs ås", då med ansyftning på Ulf Gudmarsson.

## Ulvåsa idag
Ulvåsa ägs (2015) av familjerna von Essen och Horn af Åminne.

## Galleri

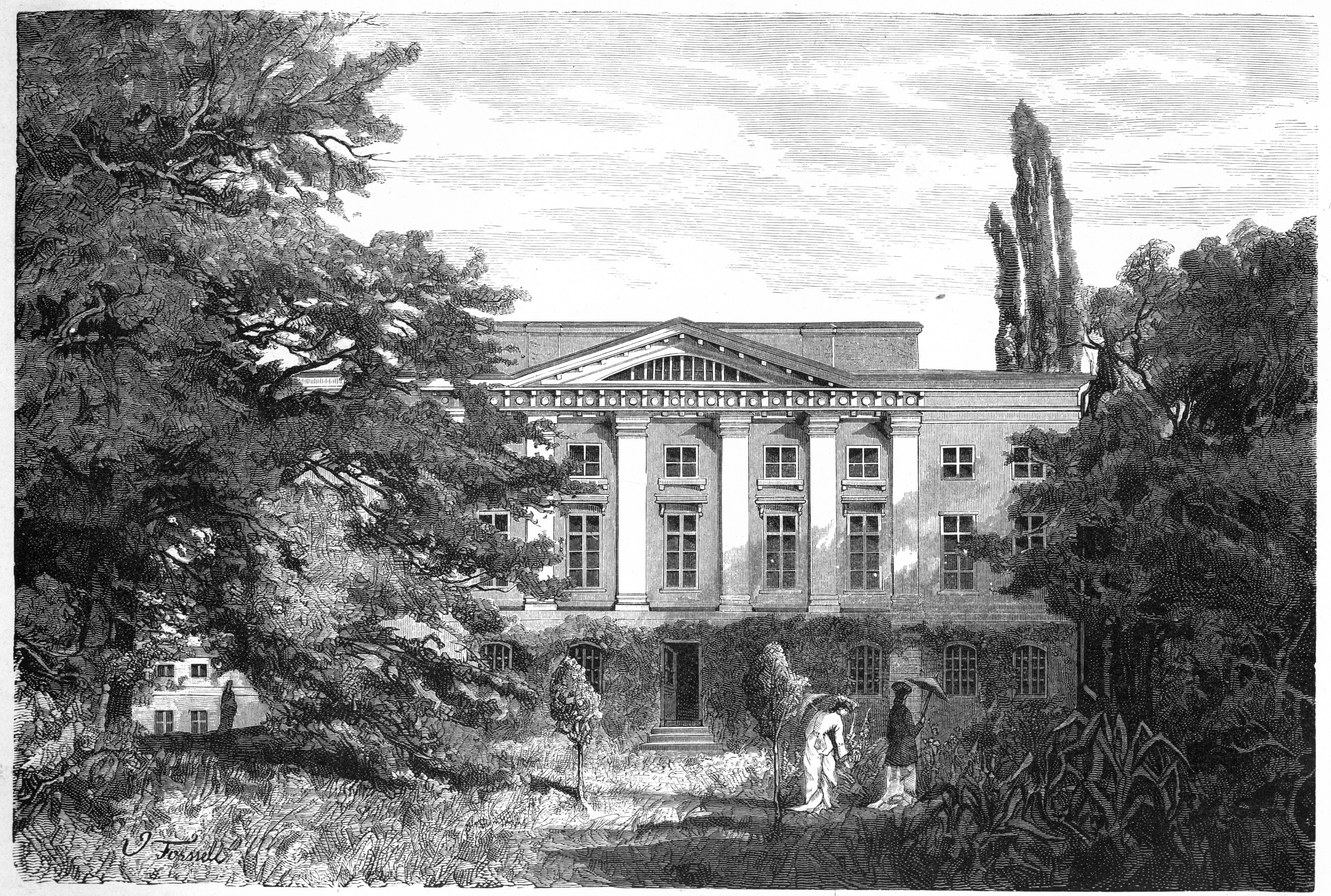
Ulvåsa slott, fasad mot syd, 1877, efter Victor Forssell
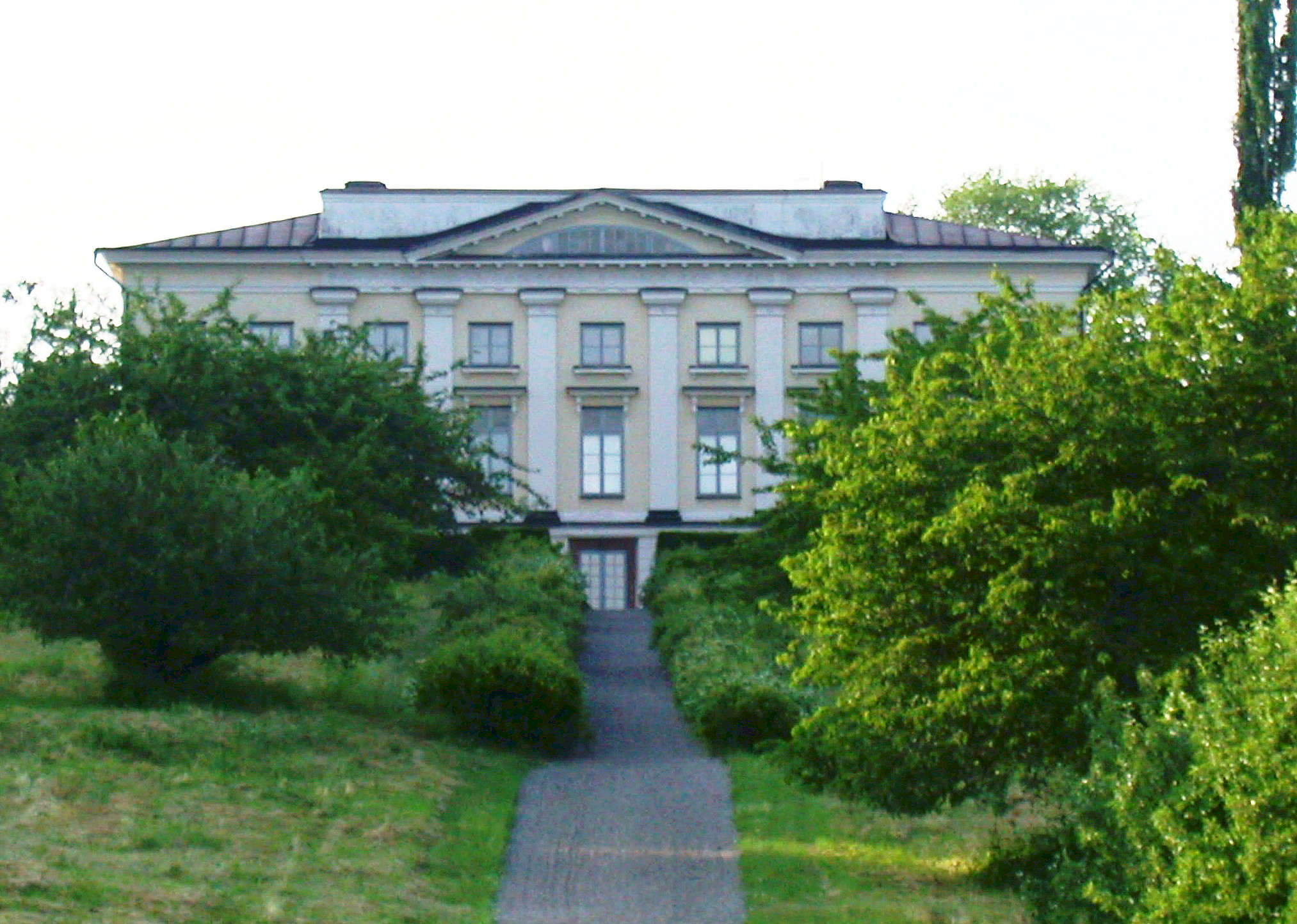
Ulvåsa slott, fasad mot syd, 2006
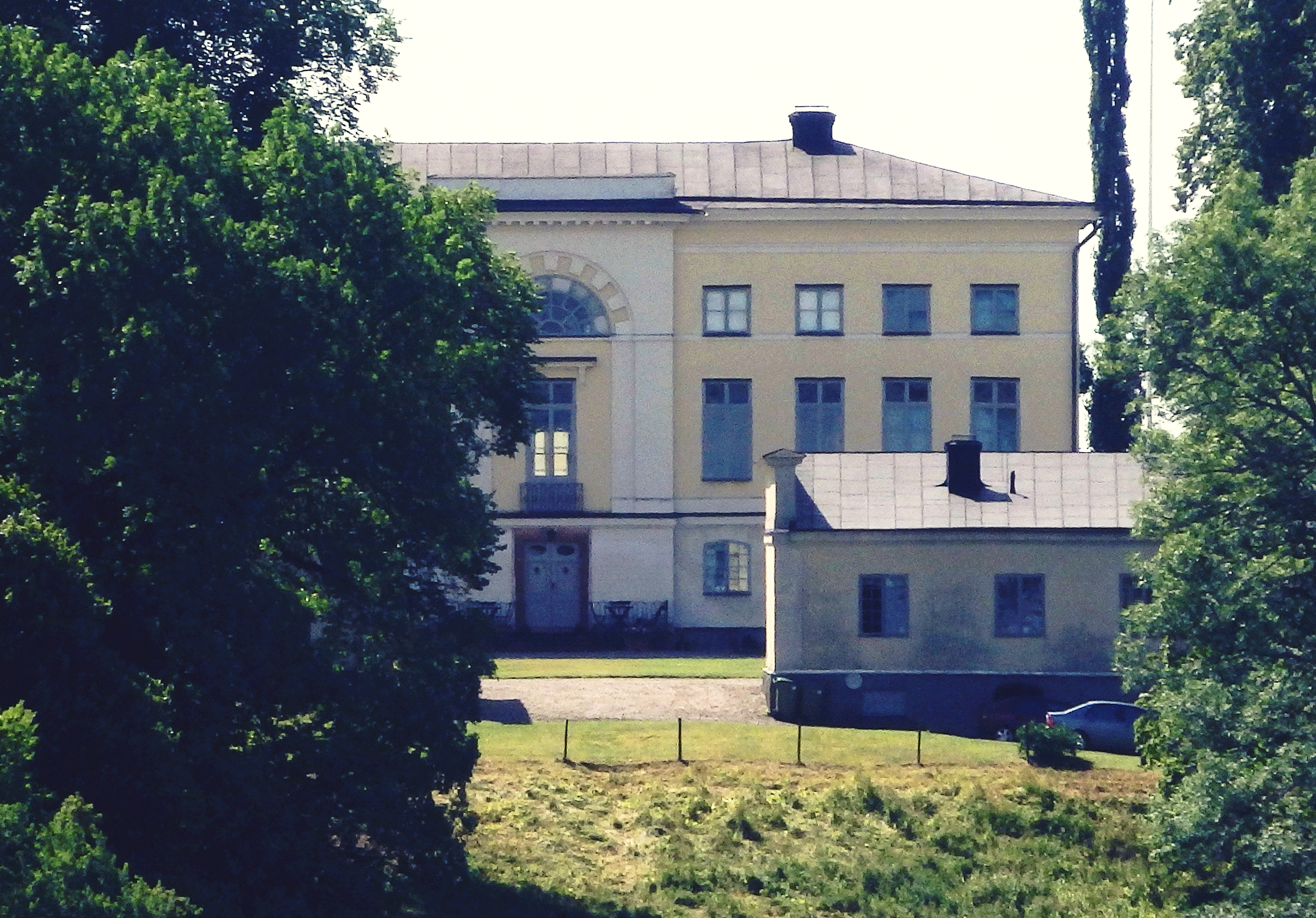
Ulvåsa slott, fasad mot norr, 2014.

### Webbkällor
- Ulfåsa i Nordisk familjebok (andra upplagan, 1920)